# Tielt
Tielt (in francese Thielt) è un comune belga di 19 968 abitanti, situato nella provincia fiamminga delle Fiandre Occidentali.